# 寛意
寛意（かんい、康平5年（1062年） - 康和3年6月15日（1101年7月12日））は、平安時代後期の真言宗の僧。父は小一条院敦明親王の子敦貞親王。観音院僧都・宮僧都とも称される。

## 略歴
性信入道親王のもとで真言宗広沢流の法を受け、白河天皇の護持僧となった。1086年（応徳3年）性信入道親王の依頼を受けて高野山に灌頂院を創建し、権少僧都・円宗寺別当に任じられた。1088年（応徳5年）白河上皇の高野山行幸の際、命により御影堂を開扉している。孔雀経法を修して霊験があったとされ、権大僧都・東寺二長者に任じられた。1092年（寛治6年）高野山往生院谷に隠棲し、遍照光院を中興した。当時華美であった広沢流を嫌いその復古につとめ、その後観音院流の祖とされた。